# Tongoloa smithii
Tongoloa smithii är en flockblommig växtart som beskrevs av H.Wolff. Tongoloa smithii ingår i släktet Tongoloa och familjen flockblommiga växter. Inga underarter finns listade i Catalogue of Life.